# Карасин (Ровненская область)
Карасин (укр. Карасин) — село, центр Карасинского сельского совета Сарненского района Ровненской области Украины.
Население по переписи 2001 года составляло 655 человек. Население по данным 2021 года составляло 678 человек. Почтовый индекс — 34511. Телефонный код — 3655. Код КОАТУУ — 5625482001.

## Местный совет
34511, Ровненская обл., Сарненский р-н, с. Карасин, ул. Центральная, 16.